# Стівен Сміт (вершник)
Стівен Сміт  (англ. Steven Smith, 22 жовтня 1962) — британський вершник, олімпійський медаліст.

## Виступи на Олімпіадах
| Олімпіада         | Дисципліна       | Місце |
| ----------------- | ---------------- | ----- |
| Лос-Анджелес 1984 | конкур, командні | 2     |

## Зовнішні посилання
- Досьє на sport.references.com